# Force de cyber défense norvégienne
La force de cyber défense norvégienne (en norvégien: Cyberforsvaret) est une branche des forces armées norvégiennes chargée des communications militaires et de la cyberguerre défensive en Norvège. La force emploie 1 500 personnes réparties dans plus de 60 sites. La base principale est à Jørstadmoen (en) à Lillehammer, avec une base secondaire à Kolsås près d’Oslo. La cyberdéfense est devenue une branche indépendante le 18 septembre 2012.